# Sahaja Yoga

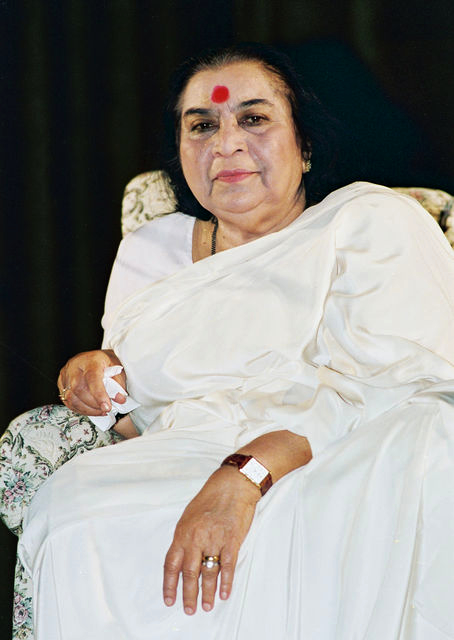
Shri Mataji Nirmala Devi

Human Subtle System

Sahaja Yoga este o metodă yoga fondată în 1970 de către Nirmala Salve Shrivastava, cunscută sub numele Shri Mataji Nirmala Devi. Metoda se bazează pe o formă de meditație care își propune activarea energiei primordiale Kundalini și obținerea Realizarea Sinelui individuală si colectivă ca etapă finală în dezvoltarea spirituală a Umanității.
Realizarea Sinelui deschide calea către o transformare interioară prin care individul redobandeste virtutile moralitatii, iar instalarea echilibrului – fizic, mental si emotional – aduce integrarea fiintei si a personalitatii. Experienta activării energiei primordiale Kundalini este accesibilă fiecarei fiinte umane.
Constiinta umană dobandeste o nouă dimensiune - constiinta vibratorie - prin care realitatea si adevărul absolut pot fi percepute la nivelul sistemului nervos central. Puterea atotpătrunzătoare a iubirii divine incepe a fi percepută ca o briză racoroasă, asa cum este descris in toate religiile si traditiile spirituale ale omenirii.
Transformarea interioară promisă de Scripturi este experimentată astăzi de sute de mii de oameni din peste 90 de tări ale lumii.
Denumirea metodei provine din cuvintul sanskrit "sahaja" a cărei traducere aproximativă este "spontan", "înnăscut" , "nativ", ideea fiind aceea că procedeul de obținere a Eliberării și implict al Realizării sinelui și  unirii (yoga) cu Universul este unul firesc, natural și care nu presupune un efort special al practicantului.
Sahaja Yoga este un stil de meditație fondată de Nirmala Srivastava, mai larg cunoscut sub numele de Shri Mataji Nirmala Devi. 
Shri Mataji Nirmala Devi s-a nascut la Chindwara, in India, la 21 martie 1923, intr-o familie crestina, descendenta a istoricei dinasti Shalivahan. Tatal sau, Prasad Rao Salve, reputat erudit, cunoscator a 14 limbi, a tradus Coranul in marathi. Apropiat al lui Mahatma Gandhi, dupa cucerirea independentei a fost primul membru crestin ales al Congresului Uniunii Indiene si membru al Adunarii Constituante care a elaborat prima constitutie a Indiei libere. Mama sa, Cornelia Salve, a fost prima femeie din India distinsa cu o diploma de onoare in matematica.
Copil fiind, Nirmala Salve si-a petrecut vacantele alaturi de parinti in ashramul lui Gandhi. Acesta a fost impresionat de intelepciunea si de maturitatea sa. Si-a dedicat anii tineretii miscarii de rezistenta impotriva ocupatiei britanice, numarandu-se printre liderii miscarilor studentesti. In 1942 a fost inchisa alaturi de alti tineri.
A urmat studii de medicina si psihologie in Lahore, apoi s-a casatorit in 1947 cu dl. Chandrika Prasad Srivastava, membru eminent al administratiei de stat, ales mai tarziu Secretar General al Organizatiei Maritime Internationale a Natiunilor Unite (UNIMO), pe o perioada de 4 mandate (16 ani). Acesta a fost innobilat cu titlul de cavaler de catre Regina Elisabeta a II-a a Regatului Unit si a detinut functia de secretar personal in cabinetul Primului Ministru Lal Bahadur Shastri intre anii 1964-1966.
Intr-o lume aflata in cautarea de noi solutii pentru problemele umanitatii, in incercarea de a aprofunda sensul vietii, Shri Mataji Nirmala Devi, apreciata drept „Mesager al pacii” de catre Ayatolahul Mehdi Rouhani al comunitatii musulmane siite din Europa si drept „Avatar al timpurilor moderne” de catre Claes Nobel (nepot al lui Alfred Nobel si presedinte al United Earth), propune o cale spre edificarea unei societati echilibrate si armonioase, în care transformarea si pacea se realizeaza mai intai in interiorul fiecarui individ.
„Descoperirea lui Shri Mataji aduce o reala speranta umanitatii.”  spune Claes Nobel
„Trebuie sa recunoastem deschis ca nu exista pace nici inauntrul fiintelor umane, nici in afara lor. Cei saraci si cei bogati sunt deopotriva nefericiti. Peste tot oamenii cauta o iesire, fara sa o gaseasca. Adevarata solutie nu se afla in afara fiintelor umane, ci in interiorul acestora.
Vindecarea autentica si de durata a maladiilor prezentului se poate obtine numai prin transformarea interioara si colectiva a oamenilor. Acest lucru nu mai constituie o imposibilitate. De fapt, el s-a si petrecut. Exista mai multe mii de persoane care au atins deja aceasta stare. Realitatea transformarii interioare – in proportie de masa – a fiintelor umane prin intermediul Realizarii Sinelui constituie descoperirea cea mai revolutionara a epocii actuale.” spune Shri Mataji Nirmala Devi in cartea “Era metamoderna” a cărei autoare este
Shri Mataji a dezvaluit lumii cunoasterea si practica Sahaja Yoga incepand cu 1970, meditatie bazata pe experienta Realizarii Sinelui, ca urmare a activarii in fiinta umana a energiei subtile de natura divina numita Kundalini. Realizarea Sinelui reprezinta saltul final in evolutia constiintei umane, care dobandeste o noua dimensiune „constiinta vibratorie”, prin care realitatea si adevarul absolut pot fi percepute la nivelul sistemului nervos central. Ca rezultat al acestei dezvoltari a constiintei, evolutia spirituala se produce fara efort, individul redobandeste virtutile moralitatii, iar instalarea echilibrului (fizic, mental si emotional) conduce catre integrarea fiintei si a personalitatii.
35 de ani Shri Mataji a calatorit neobosit in intreaga lume, a tinut mii de conferinte publice in cadrul carora a dat Realizarea Sinelui en masse, a acordat numeroase interviuri pentru televiziuni si posturi de radio, a fost subiectul altor mii de articole de presa.
Discursul sau subliniaza importanta serviciului public si a sacrificiului confortului personal, afirma integrarea tuturor religiilor, care trebuie respectate si intelese ca expresii ale unei spiritualitati comune. Viata sa a fost o cruciada impotriva sectarismului ingust si a rasismului, impotriva violentei si a falsilor maestri spirituali care isi inseala si manipuleaza discipolii. A militat deopotriva pentru pacea mondiala, pentru protectia copiilor, a familiei si a valorilor fundamentale.
Sute de mii de oameni, fara deosebire de rasa, religie, varsta sau statut social practica astazi Sahaja Yoga in peste 90 de tari din intreaga lume in mod gratuit. Cum potentialul constientizarii sinelui este innascut in fiecare fiinta umana, acesta nu poate deveni scopul vreunei afaceri si nu poate argumenta obtinerea de beneficii banesti. “Nu putem plati pentru evolutia noastra spirituala„, mentioneaza Shri Mataji.
Meditatia si tehnicile de echilibrare Sahaja Yoga sunt predate si in cadrul unor programe specializate, in diverse institutii, in spitale, in centre de reabilitare pentru tratarea cazurilor de dependenta de alcool si droguri. Tot mai multe cercetari stiintifice si clinice publicate atesta eficacitatea metodei ca terapie alternativa in tratarea a numeroase afectiuni.
Shri Mataji Nirmala Devi a incetat din viata la 23 februarie 2011 la Genova, Italia, in varsta de 88 de ani. 
Shri Mataji a sustinut 6 conferinte publice de Sahaja Yoga in Romania in perioada 1990-1996:
◦ 16 si 17 octombrie 1990 – Sala Palatului, Bucuresti;
◦ 21 iulie 1992 – Sala Polivalenta, Bucuresti;
◦ 7 septembrie 1993 – Sala Polivalenta, Bucuresti;
◦ 2 septembrie 1994 – Sala Polivalenta, Bucuresti;
◦ 1 august 1995 – Sala Polivalenta, Bucuresti;
◦ 9 iulie 1996 – Sala Polivalenta, Bucuresti.
La 2 august 1995, Domnia Sa a fost invitata de Universitatea Ecologica din Bucuresti sa sustina o conferinta medicala cu tema “Medicina si traditie indiana”, prilej cu care i s-a acordat titlul onorific de Doctor in Stiinte Cognitive de catre aceasta institutie.
Recunoastere internationala:
● nominalizata de doua ori la Premiul Nobel pentru Pace;
● 1998 – premiul Unity pentru intelegere internationala al Fundatiei Unity, India;
● 1997 si 2000 – Congresul SUA ii dedica Proclamatii de recunoastere care sunt incluse in Analele Congresului;
● 1996 – Premiul international La Pleiade al ANCIS, Roma, Italia;
● 1995 – 1997 – recunoscuta si intampinata cu Declaratii de primarii catorva orase din Australia (Sydney, Newcastle etc.);
● 1995 – Medalia de Aur pentru pace a ECOFORUM, Bulgaria;
● 1995 – oaspete oficial al guvernului chinez; discurs la a 4-a Conferinta Mondiala a Femeilor de la Beijing;
● 1995 – titlul de Doctor in Stiinte Cognitive acordat de Universitatea Ecologica din Bucuresti, Romania;
● 1994 – titlul de Membru onorific al prezidiului Academiei Petrovskaya de Stiinte si Arte din Sankt Petersburg;
● 1993 – discurs inaugural la Conferinta internationala „Medicina si Cunoasterea Sinelui”, Sankt Petersburg;
● 1992 – 2000 – recunoscuta si intampinata cu Declaratii de primarii mai multor orase din cele doua Americi (Los Angeles, British Columbia, Berkeley, Philadelphia, Cincinnati, Yonkers, Brasilia, Vancouver, Ottawa, Toronto etc.);
● 1989-1994 – invitata la ONU pentru 4 ani consecutiv sa vorbeasca despre modalitatile de realizare a pacii mondiale;
● 1989 – Medalia Pacii a Natiunilor Unite;
● 1989 – protocol de colaborare intre Life Eternal Trust (Sahaja Yoga) si Ministerul Sanatatii din fosta URSS in domeniul cercetarii medicale;
● 1986 – declarata personalitatea anului in Italia.
Institutii fondate:
● 1990 – The International Sahaja Public School (ISPS) in Dharamsala, India;
● 1995 – Academia de Muzica Clasica Indiana si Arte “Shri P. K. Salve Kala Pratishthan”, Vaitarna, India; http://www.pksacademy.com/
● 1996 – Compania internationala de teatru „Theatre of Eternal Values” http://www.theatreofeternalvalues.com./
● 1996 – Centrul International Sahaja Yoga de Cercetare si Sanatate, New Mumbai- Belapur, India;
http://www.sahajahealthcentre.com/
● Un centru international de cercetare a cancerului, Mumbai, India;
● 2003 – Vishwa Nirmal Prem Ashram – Centru pentru femei nevoiase si orfani, Greater Noida, Delhi, India; http://www.nirmalprem.org/
● 2005 – Fundatia Mondiala Shri Mataji Nirmala Devi Sahaja Yoga, Cabella Ligure, Italia;
http://www.sahajaworldfoundation.org/
● 2008 – Centrul International Sahaja Yoga de Cercetare si Sanatate, Greater Noida, India.
● 2009 – Scoala Internationala Sahaj din Cabella Ligure, Italia. În România, Sahaja Yoga se practică în deplină legalitate în peste 50 de localități, în principal mari centre urbane iar în lume în peste 90 de țări.

## Sahaja Yoga ca terapie alternativă
Acesta metodă are câteva rezultate notabile și ca terapie alternativă. În prezent tratamentele bazate pe metoda SAHAJA YOGA aplicate în clinici din Delhi, Sydney, Londra, Moscova, St.Petersburg, Novosibirsk, au consemnat îmbunătățiri remarcabile în tratarea unor boli, în special al celor cu caracter psiho-somatic (hipertensiune arterială, tulburări ischemice, epilepsie, etc.) dar și a unor forme de cancer aflate în fază incipientă. În 1989 Ministerul Sănătății din Rusia a încheiat un protocol pentru aplicarea acestei metode, iar Conferința Medicală Internațională organizată de Academia Petrovskaia din St.Petersburg la 14-15 sept.1994 a consemnat rezultatele pozitive obținute în domeniul medical prin utilizarea acestei metode.
Un remarcabil succes al metodei a fost consemnat încă din septembrie 1998, când metodele de terapie alternativă sahaja au fost prezentate la National Institutes of Health, Bethesda, Maryland, în cadrul unei seminar susținut de Dr. Umesh C. Rai, un cunoscut medic indian specializat în metode alternative de tratament.

## Conexiuni cu alte discipline
Sahaja Yoga include componente din aproape toate religiile mari ale lumii apărute de-a lungul timpului, de la lumea antică a Greciei (prin preluarea mesajelor lui Socrate), pînă la spațiul Orientului mijlociu (Zoroastru), cel Extrem Oriental (Lao Tze, Confucius) si elemente de crestinism gnostic sau islam de factură mistică (sufi).
Unii psihologi și psihanaliști renumiti (Jung, Jose Antonio Salgado) recomandă abordarea subiectului Realizarii Sinelui sau Constientizarii Sinelui prin experimentare, relaxare si meditatie, aplicand principiile cunoasterii universale din toate religiile lumii.
În prezent, SAHAJA YOGA este răspândită în peste 90 de țări ale lumii. Aplicarea tratamentelor bazate pe SAHAJA YOGA în clinici din Delhi, Sydney, Londra, Moscova, St.Petersburg, Novosibirsk etc. au adus alinare multor suferinzi. În 1989 Ministerul Sănătății din fosta URSS a încheiat un protocol pentru aplicarea acestei metode, iar Conferința Medicală Internațională organizată de Academia Petrovskaia din St.Petersburg la 14-15 septembrie 1994 a consemnat rezultatele pozitive obținute în domeniul medical prin SAHAJA YOGA.